# Полтарін Руслан Георгійович
Русла́н Гео́ргійович Полта́рін — старший прапорщик Збройних сил України.

## Життєпис
Закінчив ДПТНЗ «Сарненський професійний аграрний ліцей» за фахом майстер сільськогосподарського виробництва.
У Збройних силах з 1997 року. Строкову службу проходив у Хмельницькому, в Управлінні спеціального зв'язку Служби безпеки України, згодом у Центрі забезпечення військ зв'язку Збройних сил України. Закінчив школу прапорщиків. Служив у 128-й Закарпатській механізованій дивізії (нині 128-ма окрема гірсько-піхотна бригада). В цій частині став танкістом: спочатку командиром танка, а потім старшиною танкової роти. Під час війни на сході України довелося зустрітися з колишніми однополчанами на Дебальцевському плацдармі. Навчався в Бердичівській школі прапорщиків на командира взводу.
З 2003 р. проходив службу в Сарненській військовій частині. Станом на грудень 2014 року був начальником їдальні військової частини А0153, місце дислокації — Сарни.

## Участь у війні на сході України
Під час війни на сході України пройшов дві ротації. Перша відбулася з 27 серпня по 2 листопада 2014 року. Друга — з 15 січня по 5 квітня 2015 року. Служив командиром взводу матеріального забезпечення, в обов'язки якого входило конвоювання колон, супровід і охорона військових вантажів (боєприпасів, продовольства, палива) і забезпечення військових частин, підрозділів сектора «С» (на той час серед них були 128-ма окрема гірсько-піхотна бригада, 25-й територіальний батальйон «Київська Русь», 55-та артилерійська бригада) боєприпасами на першій лінії зіткнення вогневих позицій в умовах постійних збройних нападів.
13 лютого 2015 року у взаємодії ще з двома екіпажами БТР-80 101-шої окремої бригади охорони Генерального штабу здійснював конвоювання колони з боєприпасами для 128-ї бригади. У районі населеного пункту Нижнє Лозове українські військовики потрапили в засідку ворожої диверсійної групи, яка обстріляла з міномета, гранатомета АГС-17 і стрілецької зброї. Завдяки вмілому керуванню, підрозділ Руслана Полтаріна вразив ворога вогнем та знешкодив міномет за допомогою АГС-17. Також прикривав вихід колони із зони обстрілу, що забезпечило своєчасну доставку боєприпасів у Дебальцево.
Наступного дня Руслан Полтарін зі своїм екіпажем виводив колону автомобілів 55 автомобільного батальйону з Дебальцевого. Між селами Новогригорівка та Нижнє Лозове вони потрапили під мінометний та обстріл з реактивної системи залпового вогню «Град». На максимальних швидкостях, маневруючи між підбитими автомобілями та місцями розриву боєприпасів ворога, старший прапорщик Руслан Полтарін вивів колону й екіпаж без втрат серед особового складу та техніки.

## Нагороди
02 грудня 2014 року нагороджений Почесною грамотою Сарненської районної державної адміністрації з нагоди відзначення Дня Збройних Сил України.
За особистий внесок у зміцнення обороноздатності Української держави, мужність, самовідданість і високий професіоналізм, виявлені під час виконання військового обов'язку, та з нагоди Дня Збройних Сил України нагороджений орденом «За мужність» III ступеня (2.12.2016).

## Родина
Має дружину — Олену, дві доньки — Анастасія й Ольга та син Олександр.